# شهرستان پولک (نبراسکا)
شهرستان پولک، نبراسکا (به انگلیسی: Polk County, Nebraska) یک سکونتگاه مسکونی در ایالات متحده آمریکا است که در نبراسکا واقع شده‌است.

## خصوصیات
شهرستان پولک ۱٬۱۴۲٫۱۹ کیلومترمربع مساحت دارد.